# Dreamcatcher (2015)
Dreamcatcher ist ein britisch-US-amerikanischer Dokumentarfilm aus dem Jahr 2015 der britischen Filmemacherin Kim Longinotto. Im Zentrum steht die ehemalige Prostituierte Brenda Myers-Powell, die ehrenamtlich mit Hilfe der von ihr mitgegründeten Dreamcatcher-Stiftung junge Frauen in Chicago beim Ausstieg aus der Prostitution unterstützt bzw. einen Einstieg zu verhindern versucht. Auf mehreren US-amerikanischen und europäischen Dokumentarfilmfestivals wurde der Film gezeigt und war 2015 unter den Preisträgern des renommierten Sundance Film Festivals.

## Inhalt

### Leben von Brenda Myers-Powell
Der Film gewährt den Zuschauern einen tiefen Einblick in wesentliche Lebensabschnitte von Brenda Myers-Powell: Ihren Weg in die Prostitution, ihre Drogensucht und die Rekrutierung junger Mädchen für die Sexarbeit, ihren Ausstieg und ihr gegenwärtiges Privatleben.

### Brendas Arbeit für die Dreamcatcher-Stiftung
Der Schwerpunkt liegt jedoch auf Brendas Arbeit für ihre Dreamcatcher-Stiftung, die Hilfe beim Ausstieg aus der Prostitution anbietet und gefährdete junge Frauen vor einem Einstieg schützen will.
Zahlreiche Sequenzen zeigen Brenda im Gespräch mit Betroffenen:
- Sie bietet nachts Prostituierten auf dem Straßenstrich Kondome an und lädt sie zu einem Gespräch über ihre Situation in den Kleinbus ein, in dem sie zusammen mit ihrer Mitstreiterin Stephanie Daniels-Wilson durch Chicago fährt. Sie gibt dabei auch viel von ihrem eigenen Leben preis, belehrt nicht, sondern macht geduldig Angebote.
- Die Zuschauer werden Zeuge von Gesprächskreisen in Gefängnissen, die Brenda für straffällig gewordene Prostituierte leitet. Diese erzählen, dass sie von früher Kindheit an schwere Gewalt und Vernachlässigung erfahren haben und niemand, nicht einmal ihre Mütter, ihnen zu Hilfe kam. Mehrfach und sehr eindringlich versichert Brenda den jungen Frauen, dass nicht sie an ihrer Situation schuld seien („It’s not your fault!“)[1], und stärkt so deren Selbstwertgefühl.
- Über einige Treffen hinweg begleitet der Film Brenda bei einem Gesprächskreis mit einer Gruppe gefährdeter Highschool-Mädchen. Soziales Elend, die Rolle der Eltern, Drogen und Frühschwangerschaften werden thematisiert, aber nicht als Anklage:

„With warmth and humor, Brenda gives hope to those who have none.“

- Die Kamera folgt Brenda auch in die Familie eines der Highschool-Mädchen, das inzwischen bei seinem Freund wohnt, sich aber dennoch täglich um seine zehn Geschwister kümmert, die mit der Mutter in einer halbleeren Wohnung leben.

## Titel
Mehrmals wird gezeigt, wie Brenda junge Frauen fragt, welche Träume sie haben und was ihnen zu einem guten Leben fehlt. Die Antworten – eine Wohnung, eine Arbeitsstelle – zeigen, dass es diesen Menschen um die Erfüllung grundlegender Bedürfnisse geht. Indem Brenda sie dabei unterstützt, wird sie, so hieß es in einer Filmkritik, zur Traumfängerin (englisch: Dreamcatcher) aus dem Filmtitel.

## Erzählstruktur und Perspektive
Brenda Myers-Powell erzählt ihre Lebensgeschichte nicht chronologisch und wendet sich nicht an die Zuschauer, sondern an die jungen Frauen im Film, die ähnliche Erlebnisse berichten. So stellt sie eine Verbindung zu diesen her. Gelegentlich, etwa wenn sie ihre Angst vor der bevorstehenden Knieoperation beschreibt, spricht sie auch zu sich selbst.
Über weite Strecken folgt der Film der Perspektive seiner Protagonistinnen, die über physische und psychische Gewaltanwendung durch Männer berichten – „the Chicago of the film is a world of baby daddies and violent pimps“ (das im Film gezeigte Chicago ist eine Welt von Vätern, die sich nicht um ihre Kinder kümmern, und gewalttätigen Zuhältern). Durch das Auftreten von Brendas ehemaligem Zuhälter Homer, der das Rotlichtmilieu inzwischen verlassen hat und mit Brenda zusammenarbeitet, wird versucht, einer Schwarz-Weiß-Malerei vorzubeugen: Es wird deutlich, dass auch er ein Opfer war. Doch auf die Frage einer jungen Frau im Film antwortet er, er bereue kaum etwas aus seinem Leben.

## Entstehungsgeschichte
Die Produzentin Lisa Stevens kam während ihrer Arbeit am Dokumentarfilm Crackhouse USA (2010) in Kontakt mit Stephanie Daniels-Wilson, der Mitstreiterin von Brenda Myers-Powell. Über mehrere Jahre hielt Lisa Stevens, die die Stärke der Personen und ihrer Geschichte erkannt hatte, Kontakt zu den beiden Frauen und trug ihre Idee schließlich Teddy Leifer von Rise Films vor, mit dem Kim Longinotto den Film Rough aunties (2008) gedreht hatte. Obwohl Longinotto zunächst Vorbehalte gegen das deprimierende Thema Prostitution hatte, sagte sie schließlich ihre Teilnahme an dem Projekt zu: Ein Trailer, der ihr die Energie und Lebensfreude der beiden Frauen vor Augen führte, ließ einen Funken überspringen und überzeugte sie davon, dass ein Film zeigen könnte, wie sich Leben positiv verändern lässt. So reisten Longinotto, Stevens und ein Tontechniker für zehn Wochen nach Chicago, von wo Longinotto nur 30 Stunden Filmaufnahmen zurückbrachte – bereits während des Drehens hatte sie ein Konzept für den Film entwickelt.
Die Filmrechte erwarb Anfang 2015 Showtime.

## Einordnung in Longinottos Werk
Dreamcatcher steht thematisch in engem Bezug zu früheren Dokumentarfilmen Longinottos, in denen sie die Anstrengungen von Mädchen und Frauen zeigt, ihre Situation in einer von Männern dominierten Welt zu verändern. Auch in Bezug auf das Team lässt sich Kontinuität feststellen: Longinotto hatte bereits bei Rough aunties (2008) mit Teddy Leifer von Rise Films zusammengearbeitet und mit dem Filmeditor Ollie Huddleston, den Longinotto als ihren gleichberechtigten Partner sieht und dessen Arbeit sie für das wichtigste Element eines Filmes hält, sogar schon acht Filme gemacht.
Zwar lässt sich beim Schauplatz des Filmes auf den ersten Blick kein Bezug zu Longinottos erstem in den USA gedrehten Film, Rock Wives (1996), finden: Dieser zeigt nämlich das gänzlich andere Milieu der privilegierten Ehefrauen und Freundinnen von Rockstars. Doch stellte die Regisseurin deutliche Parallelen zwischen den Lebensverhältnissen der Menschen im Dreamcatcher-Milieu und dem Schauplatz ihres Films Rough Aunties, nämlich Durban in Südafrika, fest.

## Auszeichnungen

### Einladungen zu Festivals
- Januar/Februar 2015: Premiere auf dem Sundance Film Festival, Park City und Salt Lake City, Utah
- Februar 2015: Eröffnungsfilm des Athena Filmfestivals[6], New York City
- März 2015: Dokumentarfilmfest Thessaloniki[7]
- Mai 2015: Internationales Dokumentarfilmfestival München[8]

### Preise

Auf dem Sundance Film Festival erhielt Dreamcatcher 2015 einen Regiepreis.

- 2015: Directing Award World Cinema Documentary (Regiepreis im Bereich internationaler Dokumentarfilm) auf dem Sundance Film Festival.[9]

„The real award goes to people trying to stop human traffic.“

### Nominierungen
- 2015: Grand Jury Prize (Großer Preis der Jury) auf dem Sundance Film Festival[11]

## Filmkritiken
Von der internationalen Kritik wurde der Film positiv aufgenommen.
Benjamin Lee vom Guardian und Donald Clarke von der Irish Times vergaben beide vier von fünf möglichen Sternen. Lee bezeichnete den Film als düster, schnörkellos und tief bewegend und hob anerkennend hervor, dass die Regisseurin darauf verzichte, die grauenvollen Lebensgeschichten der Frauen emotional auszuschlachten. Donald Clarke merkte positiv an, dass der Film ohne Voice-over und technische Spielereien auskomme und Brenda Myers-Powells Charisma, Humor und Ausdauer ins Zentrum stelle. Der Film führe den Zuschauern unliebsame Wahrheiten über den Kapitalismus vor Augen, aber auch den unzerstörbaren Glauben an Veränderung.
Mark Adams nannte Dreamcatcher einen einfachen, aber auch schonungslosen und gleichzeitig anteilnehmenden Film, geprägt von Brenda Myers-Powells starkem Verlangen, einen Unterschied zu machen.